# Bioénergétique
La bioénergétique est une branche de la biochimie qui analyse les flux d'énergie dans les systèmes vivants. Constituant un champ de recherche biologique très actif et multidisciplinaire, la bioénergétique étudie les processus cellulaires, comme la respiration ou la photosynthèse, qui permettent de stocker, sous forme d’un excès de molécules d'ATP, l’énergie chimique nécessaire pour de nombreuses réactions biologiques.
Un concept central est celui de la transduction d’énergie, les organismes vivants convertissant l’énergie d'une forme à une autre : lumineuse, osmotique, chimique. 

## Vue générale
La bioénergétique étudie les processus de transformation de l'énergie dans les systèmes vivants considérés comme des systèmes ouverts, qui doivent être distingués par principe des systèmes fermés. Dans les systèmes fermés, les réactants atteignent un état d'équilibre chimique et le processus ne peut plus évoluer. Les réactions qui ont lieu dans les êtres vivants se comportent toutefois d'une manière différente. En effet, étant donné que les produits de la réaction sont continuellement consommés et éliminés par le système, il est nécessaire que de l'énergie et de la matière soient continuellement apportées à une vitesse équivalente pour que ce dernier continue de fonctionner. Les cellules, les organismes et les communautés vivantes (écosystèmes) - en somme toute la biosphère - se trouvent dans cet état qu'on appelle équilibre de flux. Cette homéostasie fait l'objet de nombreux mécanismes de régulation sur les entrées et les sorties du système. Le maintien en permanence d'un système d'équilibres de flux, qui repose sur un échange continu de matière et d'énergie avec le milieu, correspond à la vie. La mort correspond au contraire à son effondrement.
Deux types de processus permettent principalement aux organismes vivants de produire de l’ATP : 
- la photosynthèse transforme de l'énergie lumineuse en énergie chimique (accumulation d'ATP). Dans certains organismes photosynthétiques comme les plantes ou certaines bactéries ou protistes, les réactions de photosynthèse produisent aussi du dioxygène et des molécules réduites (NADPH) qui interviennent dans la fixation du CO2 ;
- la respiration consiste à transformer l'énergie chimique libérée par des réactions d'oxydoréduction en énergie chimique stockée sous forme d'ATP. Dans certains organismes (comme les mammifères), ces réactions d'oxydoréduction correspondent à l'oxydation des composés organiques par le dioxygène de l'air, mais de nombreux microorganismes « respirent » même en l'absence de dioxygène grâce à des réactions d'oxydoréduction entre des molécules très diverses (nitrate, DMSO, dihydrogène, etc.).

## Utilisations du terme dans d'autres contextes
Il ne faut pas confondre la bioénergie de type écologique (énergie stockée par la biomasse) et le concept bioénergie utilisé dans certaines médecines alternatives controversées : selon Victor J. Stenger ainsi que d'autres sceptiques, la bioénergie est une pseudo-science,,.
La thérapie par la bioénergie (ou « analyse bioénergétique ») n'est encadrée par aucune autorité, et n'importe qui peut se proclamer « bioénergéticien » sans la moindre formation - même si certains instituts privés proposent des formations, dont le diplôme n'a pas de valeur institutionnelle. Aucune preuve de son efficacité thérapeutique n'a jamais été apportée. La bioénergie thérapeutique n'a pas de définition consensuelle, et un grand nombre de pratiques sans lien entre elles peuvent être proposées par des individus sous cette bannière.